# رالف كول
رالف كول (بالألمانية: Ralf Kohl)‏ (28 أكتوبر 1965 في ألمانيا - ) هو لاعب كرة قدم ألماني في مركز الوسط. لعب مع نادي فرايبورغ وSC Freiburg II ‏ وTSG Weinheim ‏.

## وصلات خارجية
- رالف كول على موقع قاعدة بيانات كرة القدم.إي يو (الإنجليزية)
- رالف كول على موقع بيانات كرة القدم. دي إي (الألمانية)
- رالف كول على موقع عالم كرة القدم.نت (الإنجليزية)